# Brada villosa
Brada villosa é uma espécie de anelídeo pertencente à família Flabelligeridae.
A autoridade científica da espécie é Rathke, tendo sido descrita no ano de 1843.
Trata-se de uma espécie presente no território português, incluindo a sua zona económica exclusiva.